# Hisao Sekiguči
Hisao Sekiguči (* 29. říjen 1954) je bývalý japonský fotbalista.

## Klubová kariéra
Hrával za Mitsubishi Motors.

## Reprezentační kariéra
Hisao Sekiguči odehrál za japonský národní tým v roce 1978 celkem 3 reprezentační utkání.

## Statistiky
| Japonsko | Japonsko | Japonsko |
| Roky     | Záp.     | Góly     |
| -------- | -------- | -------- |
| 1978     | 3        | 1        |
| Celkem   | 3        | 1        |